# Cantó de Sanha
El cantó de Sèina és un cantó francès del departament dels Alps de l'Alta Provença, situat al districte de Dinha. Té 8 municipis i el cap és Sanha.

## Municipis
- Auset
- Barles
- Montclar
- Sant Martin de Sanha
- Selonet
- Sanha
- Verdacha
- Lo Vernet

## Història
| Data d'elecció                           | Identitat      | Partit           | Qualitat |
| ---------------------------------------- | -------------- | ---------------- | -------- |
| 1964-1970                                | M. Cazères     | Divers gauche    |          |
| 1970-2008                                | Henri Savornin | RPR, després UMP |          |
| 2008-                                    | Michel Rey     | PS               |          |
| les dades anteriors no són pas conegudes |                |                  |          |
|                                          |                |                  |          |

| 1962  | 1968  | 1975  | 1982  | 1990  | 1999  | 2006  |
| ----- | ----- | ----- | ----- | ----- | ----- | ----- |
| 2.001 | 2.227 | 2.092 | 2.135 | 2.243 | 2.618 | 2.743 |